# Bem (economia)

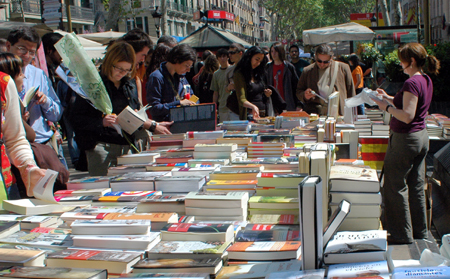
Venda de bens (no caso, livros) no Dia de São Jorge, em Barcelona.

Em economia, um bem (do termo latino bene) é tudo o que tem utilidade, podendo satisfazer uma necessidade. Tipicamente, um bem econômico é algo tangível, em contraste com os serviços, que são intangíveis. Como tal, pode ser comprado e vendido. Por exemplo, uma maçã é um bem tangível, enquanto um corte de cabelo é um serviço intangível.

## Utilidade econômica
Os bens econômicos constituem recursos apropriados à satisfação das necessidades econômicas. Permitem pelo seu emprego obter sensações de prazer, ou o afastamento de sensações ligadas à dor. Utilidade econômica é a suscetibilidade dos bens econômicos satisfazerem necessidades. Assim, a utilidade é a propriedade ou a especial vocação dos bens econômicos para satisfazerem necessidades. Contudo, a noção de utilidade econômica distancia-se do sentido vulgar, ou do sentido moral do termo, ela é comummente alheia aos efeitos úteis ou prejudiciais de um determinado bem (do ponto de vista estritamente econômico, o que importa é que seja desejado e tenha procura), portanto não é uma qualidade objetiva, mas um conceito basicamente subjetivo.
A utilidade correspondente a uma unidade adicional de determinado bem (utilidade marginal) vai decrescendo à medida que o consumidor obtém mais unidades daquele bem, podendo ser igual a 0 (zero) ou mesmo ser negativa.

## Quanto a classificação econômica
São relativamente escassos e supõem a ocorrência de esforço humano na sua obtenção e, por outro lado, os bens têm que se encontrar disponíveis na sua apropriação. Por exemplo, os diferentes tipos de metal do planeta Saturno não constituem bens econômicos.

### Matriz de definição
|           | Excludente | Não-excludente                                                                                |
| Rival     | Bens privados Alimentos, vestuários, veículos, estacionamentos, etc..                                                  | Recursos comuns Estoques de pesca, madeira, carvão, etc..                                     |
| Não-rival | Recursos artificialmente escassos Parques privados, televisão por satélite, transportes públicos concessionados, etc.. | Bens públicos Televisão aberta, ar, defesa nacional, software livre e de código aberto, etc.. |

## Quanto a disponibilidade
Quando os objetos em causa existam em quantidade e em condições tais que o homem os possa obter sem esforço, não se trata de bens econômicos mas de bens livres. Por exemplo, é o caso do ar da atmosfera ou da água do mar, visto que existem não em quantidades fisicamente ilimitadas, mas superiores às normais exigências das necessidades a satisfazer e em condições de fácil emprego.

## Os bens imateriais ou serviços
Frequentemente, os bens econômicos não são um corpo físico, com forma, volume e peso, porque a satisfação das necessidades foi ocasionada pelo recurso a bens imateriais ou serviços. Caso de um projeto elaborado por um arquiteto, intervenção de um médico, ou o trabalho feito numa oficina. Aliás, entende-se que o que interessa, em termos econômicos, não é a materialidade, mas os benefícios que se obtêm, sendo o conceito de bem econômico, como se viu, muito mais lato.